# Dérive littorale

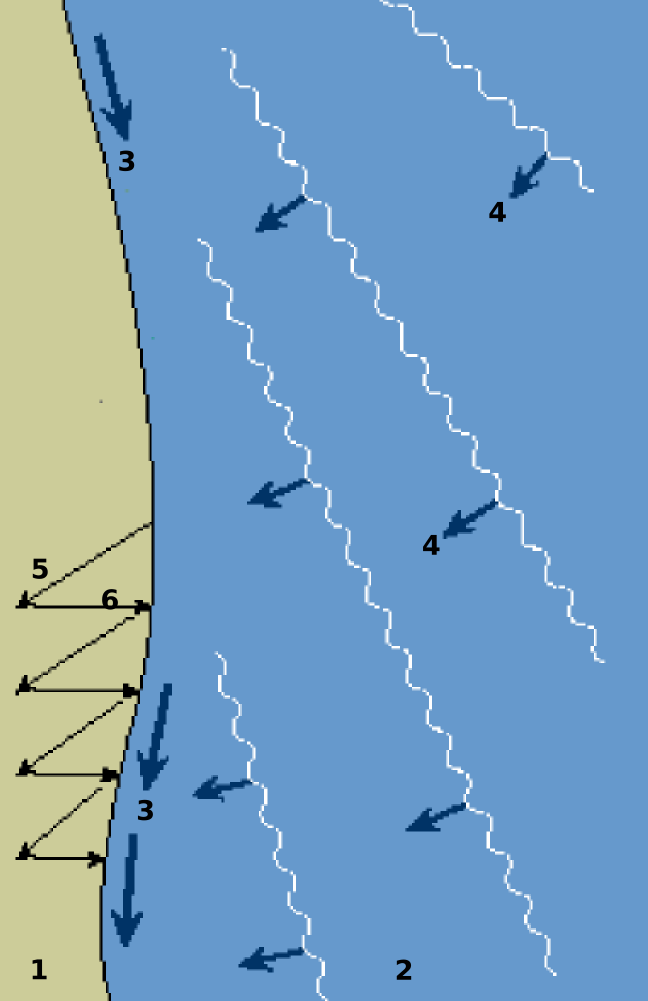
Diagramme montrant la dérive littorale
1=plage
2=mer
3=direction du courant côtier
4=vagues incidentes
5=jet de rive
6=flot de retour.

La dérive littorale est le déplacement le long d'un littoral de matières (sédiments, sable) déposées par les vagues, le vent et/ou les courants longitudinaux (longshore en anglais). Il se distingue du mouvement dans le profil, déplacement transversal (cross-shore) assimilé au courant de marée.
Si cette dérive peut être calculée par des courantomètres à capteurs de pression, l'enregistrement du déplacement transversal est plus difficile.

## Caractéristiques
Les houles obliques, les courants (de marée et autres), les vents et le déferlement causent un courant parallèle à la côte qui déplace les sédiments côtiers (sable, gravier, galets) dans une direction privilégiée.
Le terme désigne à la fois le courant parallèle à la côte et le déplacement des sédiments qui est causé par ce courant.
Si la dérive littorale va en direction d'un angle droit dans les terres émergées, les sédiments continuent de s'accumuler dans leur direction d'origine, ce qui crée une flèche sableuse. Les cordons littoraux sont l'illustration de cette dynamique.